# 佐伯石湯
佐伯 石湯（さえき の いわゆ）は、飛鳥時代から奈良時代にかけての貴族。遣新羅大使・佐伯麻呂の子。官位は正五位下・征越後蝦夷将軍。

## 経歴
大宝2年（702年）持統上皇の伊勢国行幸に際し、伊勢国国司であった石湯は封戸10戸を与えられる（この時の位階は従五位上）。その後、民部大輔を務める。
和銅2年（709年）巨勢麻呂が陸奥鎮東将軍、石湯が征越後蝦夷将軍、紀諸人が副将軍にそれぞれ任じられ、東山道・北陸道の両道から蝦夷討伐を行なった。このとき石湯は節刀を授かり、その後の蝦夷征討では節刀を与えることが慣例となった。この討伐は関東から北陸にかけての諸国の兵士をもって3月から8月までの約5ヶ月間行なわれた。討伐を終えた石湯と諸人は天皇から直々に恩賞を与えられている。この討伐により越後北部一帯（越後国出羽郡）の支配を確立することに成功し、3年後の和銅5年（712年）出羽国が設置された。
和銅3年（710年）の朝賀の礼では、右将軍として蝦夷の兵士を率いて、左将軍・大伴旅人と共に皇城門の外の朱雀大路を東西に分かれて行進している。

## 官歴
『続日本紀』による。
- 時期不詳：従五位上。伊勢国守
- 大宝2年（702年） 11月22日：封戸10戸
- 時期不詳：正五位下。民部大輔
- 和銅2年（709年） 3月5日：征越後蝦夷将軍

## 系譜
- 父：佐伯麻呂[4]
- 母：不詳
- 妻：不詳
  - 男子：佐伯伊多智[4]